# Balbina z Asyżu
Balbina z Asyżu (ur. ok. 1215 w Asyżu, zm. 11 marca 1254) – klaryska, błogosławiona Kościoła rzymskokatolickiego.

## Życiorys
Była siostrą bł. Amaty z Asyżu, a krewną św. Klary z Asyżu. Wstąpiła do klarysek. Potem została wysłana do Arezzo, aby założyła nowy dom zakonny. Wróciła do Asyżu, gdzie zmarła 11 marca 1254 roku w opinii świętości.
Jest wspominana przez Martyrologium franciszkańskie jako błogosławiona w rocznicę śmierci.